# Renatus Profuturus Frigeridus
Renatus Profuturus Frigeridus est un historien du ve siècle. Il a rédigé un ouvrage d'histoire en douze volumes, dont seulement des fragments nous sont parvenus. Quelques passages sont inclus dans les chapitres huit et neuf du second livre Decem libri historiarum (Les Dix Livres d'Histoire ou Histoire des Francs) de Grégoire de Tours.